# 蕭叔宣
蕭 叔宣（しょう しゅくせん）は、中華民国の軍人。南京国民政府（汪兆銘政権）で要職についた。蕭叔萱と表記される例もある。

## 事跡
辛亥革命に参加した後、1915年（民国4年）、奉天省の陸軍講武堂に赴任した。1926年（民国15年）、中国国民党の北伐において、唐生智率いる国民革命軍第8軍の中で指揮官をつとめる。その後、福建教導旅旅長、駐日大使館武官などを歴任した。1936年（民国25年）、陸軍中将に昇進した。
1939年（民国28年）8月、汪兆銘（汪精衛）の下で国民党中央委員に任じられた。翌年3月、南京国民政府の正式成立とともに、軍事訓練部政務部長に任命され、代理部長となった。あわせて中央政治委員会員と軍事委員会常務委員も兼任している。1941年（民国30年）3月、正式に軍事訓練部部長に昇進する。翌年8月、軍事参議院院長に就任した。1943年（民国32年）9月、中央陸軍将校訓練団教育長に任ぜられる。1945年（民国34年）3月、陸軍部部長となった。
日本敗北直後の8月17日、周仏海の配下である税警局隊長・周鎬率いる南京国民政府税警団の一部が、南京の中央儲備銀行総部の建物を占拠し、南京国民政府軍の武装解除と政府要員の逮捕を開始した（周鎬事件）。このとき、蕭叔宣も税警団に連行されそうになり、抵抗したところ、射殺された。享年52。

## 注
1. ↑  徐友春主編『民国人物大辞典 増訂版』が、その例。
2. ↑  このとき、周鎬は陳公博の逮捕も目論んだが、陳を支持する南京軍官学校学生軍により、陳は辛うじて保護された。周鎬が逮捕した政府要員は、支那派遣軍総参謀副長今井武夫の説得により、釈放された。この事件は、周仏海の指示によると疑われたが、本人は一貫して否定したため、真相は明らかとなっていない。以上、劉傑 『漢奸裁判』、155-158頁。一方、徐友春主編『民国人物大辞典 増訂版』によると、8月16日に、蕭叔宣は「軍事委員会京滬行動隊南京指揮部」を名乗る人員に襲撃されて深手を負い、19日、死亡した、としている。